# Fontella Bass
Fontella Marie Bowie, född Fontella Marie Bass den 3 juli 1940 i Saint Louis, Missouri, död 26 december 2012 i Saint Louis, Missouri, var en amerikansk gospel- och soulsångerska och pianist. Hon var mest känd för sin R&B-hit "Rescue Me" från 1965. 

## Diskografi

### Album
Studioalbum (solo)
- The New Look (1966, Chess/Checker)
- Free (1972, Paula Records)
- No Ways Tired (1995, Nonesuch)
- Now That I Found a Good Thing (1996, Jewel)

Abum med andra artister
- With Fontella Bass (1970, The Art Ensemble of Chicago & Fontella Bass)
- From The Root To The Source (1980, Fontella Bass & Martha Bass)
- Promises, A Family Portrait of Faith (1991, Fontella Bass & Martha Bass)
- Sisters of Soul (1991, Fontella Bass & Sugar Pie de Santo)
- Travelin (2001, Fontella Bass & the Voices of St. Louis)

Livealbum
- Live in Italy (2003)

### Singlar (urval)
- "Don't Mess Up a Good Thing" (1965, med Bobby McClure)
- "You'll Miss Me (When I'm Gone)" (1965, med Bobby McClure)
- "Rescue Me" (1965)
- "Recovery" (1966)
- "Safe and Sound" (1966, b-sida av "Recovery")
- "I Can't Rest" (1966)
- "I Surrender" (1966, b-sida av "I Can't Rest"
- "You'll Never Know" (1966)